# Bella Union
Bella Union é uma gravadora independente que foi iniciada por Simon Raymonde (do Cocteau Twins) e Robin Guthrie em 1997

## Histórico
Depois de lançar seus discos pelo selo 4AD, a banda Cocteau Twins decidiu dar um passo para a independência e fundou a gravadora Bella Union, através do qual eles pretendiam lançar seu próprio material, de outros artistas e colaboradores. A banda se separou pouco tempo depois, porém, Robin Guthrie, fundador e guitarrista do Cocteau Twins e Simon Raymonde, baixista da banda desde 1984, decidiram manter o selo.

## Artistas
Lista de bandas e músicos que já editaram material pelo selo:
- Aerial
- Abe Vigoda
- Al Brooker
- Andrew Bird
- Art of Fighting
- The Autumns
- Beach House
- Bikini Atoll
- Bonnevill
- The Czars
- The Dears
- Decoder Ring
- Departure Lounge
- Devics
- Dirty Three
- Dustin O'Halloran
- Explosions in the Sky
- Faraway Places
- Fionn Regan
- Fleet Foxes
- Françoiz Breut
- Garlic
- Gwei-Lo
- Howling Bells
- The Kissaway Trail
- Jack Dangers
- Jetscreamer
- Josh Martinez
- Josh T. Pearson
- J. Tillman
- Kid Loco
- Laura Veirs
- Lift to Experience
- Lisa Dewey
- The Low Anthem
- Mandarin
- Mazarin
- Midlake
- My Latest Novel
- Nanaco
- Ohbijou
- Our Broken Garden
- Paul Marshall
- Peter Broderick
- Peter von Poehl
- Robert Gomez
- Rothko
- Russell Mills/Undark
- Simon Raymonde
- Sing-Sing
- Sleeping States
- Sneakster
- SONIKKU
- Stephanie Dosen
- Trespassers William
- The Venue
- Vetiver

## Ligaçõe externas
- Bella Union no Discogs
- Bella Union no MusicBrainz
- Bella Union no Myspace
- Bella Union no X